# Jean Monnet
Jean Omer Marie Gabriel Monnet (Cognac, 9 de novembro de 1888 – Bazoches-sur-Guyonne, 16 de março de 1979) foi um político francês, visto por muitos como o arquiteto da unidade europeia (CEE).
Nunca eleito para cargos públicos, Monnet atuou nos bastidores de governos europeus e americanos como um internacionalista pragmático bem relacionado. Foi o inspirador do Plano Schuman.

## Biografia

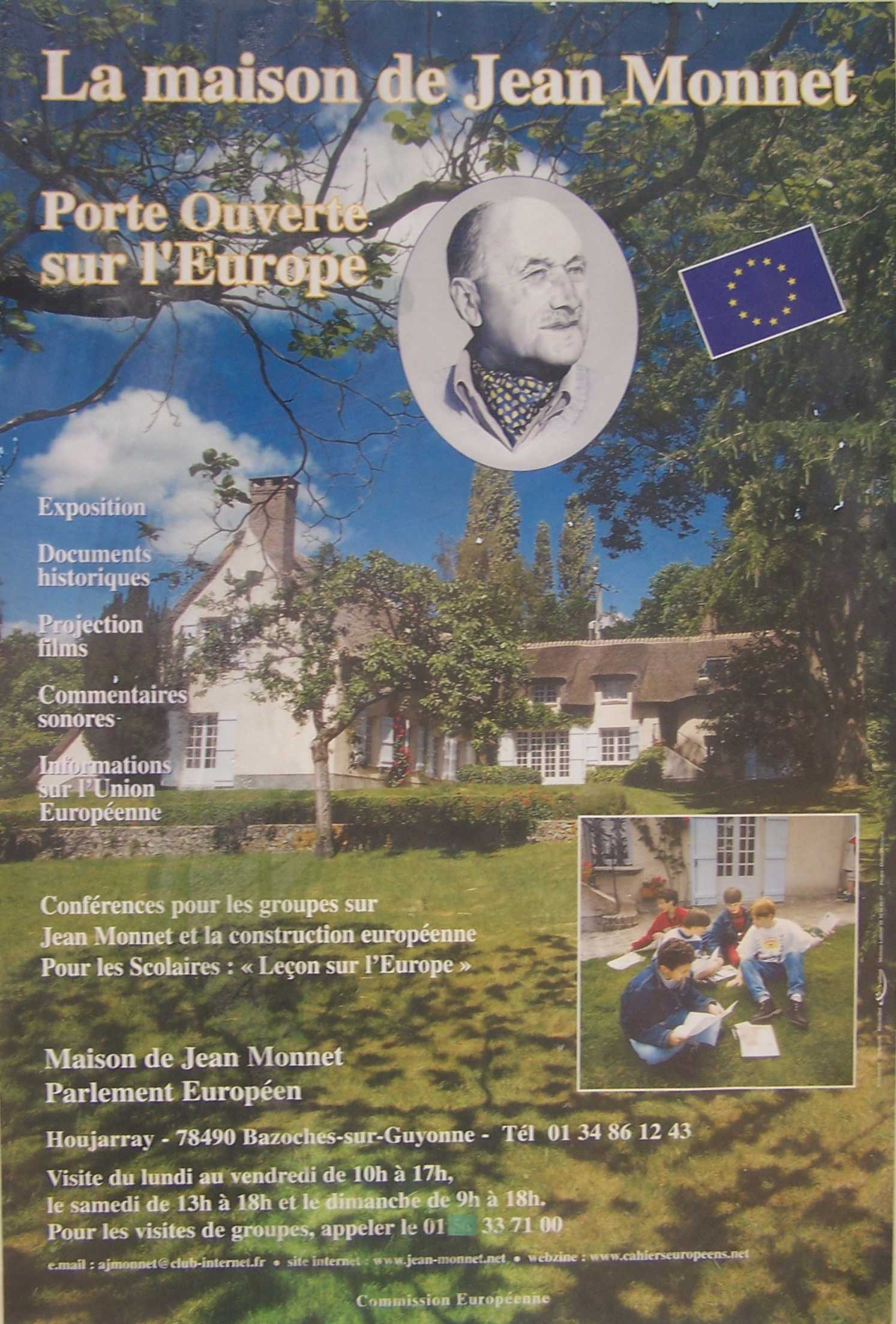
Cartaz evidenciando a casa de Jean Monnet

Jean Monnet nasceu em Cognac, Charente, numa família de comerciantes de conhaque.
Aos seus 16 anos, quando terminou o liceu, viajou para muitos países como comerciante de conhaque e, mais tarde, tornou-se banqueiro.
Durante a Primeira Guerra Mundial e Segunda Guerra Mundial exerceu alguns cargos importantes na produção industrial na França e no Reino Unido. Como consultor do governo francês, foi um dos principais inspiradores da famosa Declaração Schuman , que ajudou na criação da Comunidade Europeia do Carvão e do Aço. Entre 1952 e 1955, foi o primeiro presidente do órgão executivo da referida comunidade.